# An Exercise in Discipline: Peel
An Exercise in Discipline: Peel, noto anche semplicemente come Peel, è un cortometraggio girato nel 1982 da Jane Campion, alla sua prima prova come regista.
Vinse la Palma d'oro per il miglior cortometraggio nell'edizione del 1986 del Festival di Cannes.

## Trama
Tre persone sono in auto sulla strada di casa: un padre con suo figlio e la sorella minore del padre. Durante il tragitto, il figlio sul sedile del passeggero sbuccia un'arancia e ne getta la buccia fuori dal finestrino. Dopo diverse richieste infruttuose da parte del padre di non gettare le bucce dal finestrino, il padre si ferma e manda il bambino a raccogliere le bucce lungo la strada abbastanza trafficata. Il bambino lo fa con riluttanza e rimane lontano per un po' di tempo. Durante questo periodo, i fratelli s'insultano a vicenda in macchina perché la ragazza ha perso la sua serie preferita a causa del ritardo. Alla fine il padre segue il figlio e lo trova con le bucce che ha raccolto. Quando tornano alla macchina, anche la sorella sbuccia un'arancia e lascia cadere le bucce sul ciglio della strada accanto alla vettura, cosa che le procura il biasimo dei suoi parenti. Alla fine tutti tacciono: la sorella sul sedile del passeggero, il padre seduto sul paraurti posteriore, il ragazzo che monta sul tetto dell'auto.

## Riconoscimenti
- 1986 – Festival di Cannes
  - Palma d'oro per il miglior cortometraggio[2]